# Breynia massiei
Breynia massiei är en emblikaväxtart som beskrevs av Lucien Beille. Breynia massiei ingår i släktet Breynia och familjen emblikaväxter.
Artens utbredningsområde är Laos. Inga underarter finns listade i Catalogue of Life.